# Die Götter von Molenbeek
Die Götter von Molenbeek (Originaltitel: Aatos ja Amine) ist ein Dokumentarfilm der finnischen Regisseurin Reetta Huhtanen aus dem Jahr 2019. Er handelt vom 6-jährigen Aatos und seinen Freunden aus dem Brüsseler Stadtteil Molenbeek, die auf der Suche nach dem Sinn des Lebens sind und mit den Bedrohungen durch die Erwachsenenwelt zurechtkommen müssen.

## Handlung
Das Brüsseler Viertel Molenbeek gilt seit den Pariser Anschlägen als gefährliches Zentrum des Dschihadismus. Aber für die drei Sechsjährigen Aatos, Amine und Flo bedeutet es Heimat. Hier lauschen sie den Spinnen, entdecken schwarze Löcher und streiten sich darüber, wie man einen fliegenden Teppich steuert. Gemeinsam suchen sie so nach den Antworten auf die großen Fragen des Lebens. Aatos beneidet Amine um seinen muslimischen Glauben und ist auf der Suche nach seinen eigenen Göttern. Seine Klassenkameradin Flo jedoch ist der festen Überzeugung, dass jeder, der an einen Gott glaubt, eigentlich nur verrückt sein kann. Als es einen terroristischen Bombenangriff in der Nähe gibt, macht sich die Gewalt der Erwachsenen auch in der verträumten Kinderwelt bemerkbar.

## Produktion
In die Zeit der Dreharbeiten fielen die Terroranschläge in Brüssel am 22. März 2016, deren Auswirkungen im Film thematisiert werden. Der Film wird vom Real Fiction Filmverleih e.K. vertrieben und startete am 21. November 2019 in den deutschen Kinos.

„Seit etwa drei Jahren höre ich von meiner Schwester äußerst interessante Geschichten über ihren Sohn Aatos und ihren Familienalltag in Molenbeek, einem stark muslimisch geprägten Viertel von Brüssel.
Während die Welt immer widersprüchlicher wurde, begann sich Aatos immer stärker für die muslimische Welt zu interessieren, die um ihn herum stattfand. Besonders spannend war natürlich der Alltag seines besten Freundes Amine und welche Rolle Religion in dessen Leben spielt. Aatos hatte zudem immer mehr Fragen zu Göttern und er beschloss, dass er seinen eigenen Gott finden will.
In seinen Gedanken zu Gott sowie in den Gesprächen und den Spielen der drei Kinder werden Realitäten und ideologische Fragestellungen verdichtet. Ich wollte aus der Perspektive der Kinder zeigen, wie sie mit den Glaubensfragen der Erwachsenen umgehen und wie sie ihre ganz eigene Sicht auf die Welt erschaffen. Erwachsene sind dabei im Hintergrund.
Was mich an meinem Protagonisten Aatos am meisten interessiert hat, war seine Aufgeschlossenheit, die zeigt, dass es sehr wohl möglich ist, an kulturellen Schnittstellen zu leben, ohne dabei in ein schwarz-weiß-Denken zu verfallen. Die Kinder streiten sich vielleicht auch über grundlegende, weltanschauliche Fragen, sind aber immer dazu bereit, den anderen nicht zu verurteilen, sondern vielmehr voneinander zu lernen.
Während der Dreharbeiten fand der Terroranschlag in Brüssel statt, der das Thema des Films natürlich ausweitete. Für mich stand der Angriff selbst nicht im Mittelpunkt meines Interesses, sondern wie er sich in der Welt der Kinder, in ihren Spielen und Gedanken widerspiegelt.“

## Rezeption
Das Lexikon des internationalen Films lobt die originellen Einstellungen im Film. Mit viel Gefühl fürs Szenische und Gestische lasse die Regisseurin den Zuschauer an der kindlichen Perspektive teilhaben: „Reetta Huhtanen wechselt in der Begleitung der Kinder zwischen sehr nahen, immersiven Einstellungen, in denen die Präsenz der Kamera völlig zurücktritt, und solchen, die offensichtlich gescriptet sind. Die stärker inszenierten Momente werden als gemeinsames Fabulieren, auch mit der Filmemacherin, erkenntlich und verstärken den Zauber, der von den kindlichen Imaginationen ausgeht.“ Dass die Regisseurin die einzigartig enge Beziehung der beiden Jungen mit der Kamera begleitet hat, sei „ein Glücksfall fürs dokumentarische Kino“.

„Der Film, der die Erlebniswelt der Kinder so genau beobachtet, entfaltet einen unwiderstehlichen Zauber. Aatos und seine Freunde wirken mit ihrer regen Auffassungsgabe, ihrer Fantasie und ihrem Wissensdurst so klug, dass ihr sehr junges Alter beinahe schon in den Hintergrund gerät. Außerdem zeigt sich am Beispiel von Aatos und Amine das positive Potenzial dieses Viertels, denn sie führen vor, wie bunt und bereichernd eine Nachbarschaft verschiedener Kulturen sein kann.“

## Auszeichnungen
| Jahr | Veranstaltung                         | Kategorie/Auszeichnung                   | Ergebnis |
| ---- | ------------------------------------- | ---------------------------------------- | -------- |
| 2019 | FEST New Directors/New Films Festival | Golden Lynx for Best Feature Documentary | Gewonnen |
| 2019 | Helsinki DocPoint Film Festival       | Audience Award                           | Gewonnen |
| 2019 | Helsinki DocPoint Film Festival       | Critic’s Choice Award                    | Gewonnen |
| 2019 | Tampere Film Festival                 | Church Media Foundation Prize            | Gewonnen |
| 2019 | Tampere Film Festival                 | Over 30 Minutes - Special Prize          | Gewonnen |